# ライオンバーガー
ライオンバーガー（LION BURGER）は株式会社スタックがかつて広島県内で展開していたハンバーガーチェーン。

## 概要
東京都杉並区に本社を置き、飲食店などを手掛けているスタックが2017年（平成29年）にLECT内に1号店をオープンさせた。
バンズにライオンの焼印が入ったハンバーガーが人気を博していた。

## 店舗一覧

### 閉店した店舗一覧
LECT店（旧名 広島店）
広島県広島市西区扇2-1-45 LECT1F
2017年（平成29年）4月28日開業。
ekie広島店
広島県広島市南区松原町1-2 ekie 2F NORTH
2018年（平成30年）9月6日開業。
広島本通り店
広島県広島市中区本通2-21-1
2021年（令和3年）4月開業。2023年（令和5年）1月15日閉店。